# Подол (Трофимовське сільське поселення)
Подо́л (рос. Подол) — присілок у складі Кічменгсько-Городецького району Вологодської області, Росія. Входить до складу Городецького сільського поселення.

## Населення
Населення — 26 осіб (2010; 23 у 2002).
Національний склад (станом на 2002 рік):
- росіяни — 100 %